# Calyptella nabambissoënsis
Calyptella nabambissoënsis är en svampart som först beskrevs av Henn., och fick sitt nu gällande namn av W.B. Cooke 1961. Calyptella nabambissoënsis ingår i släktet Calyptella och familjen Marasmiaceae.   Inga underarter finns listade i Catalogue of Life.